# 8891 Irokawa
A 8891 Irokawa (ideiglenes jelöléssel 1994 RC1) a Naprendszer kisbolygóövében található aszteroida. Endate Kin és Vatanabe Kazuró fedezte fel 1994. szeptember 1-jén.